# میکروسکوپ زمینه روشن

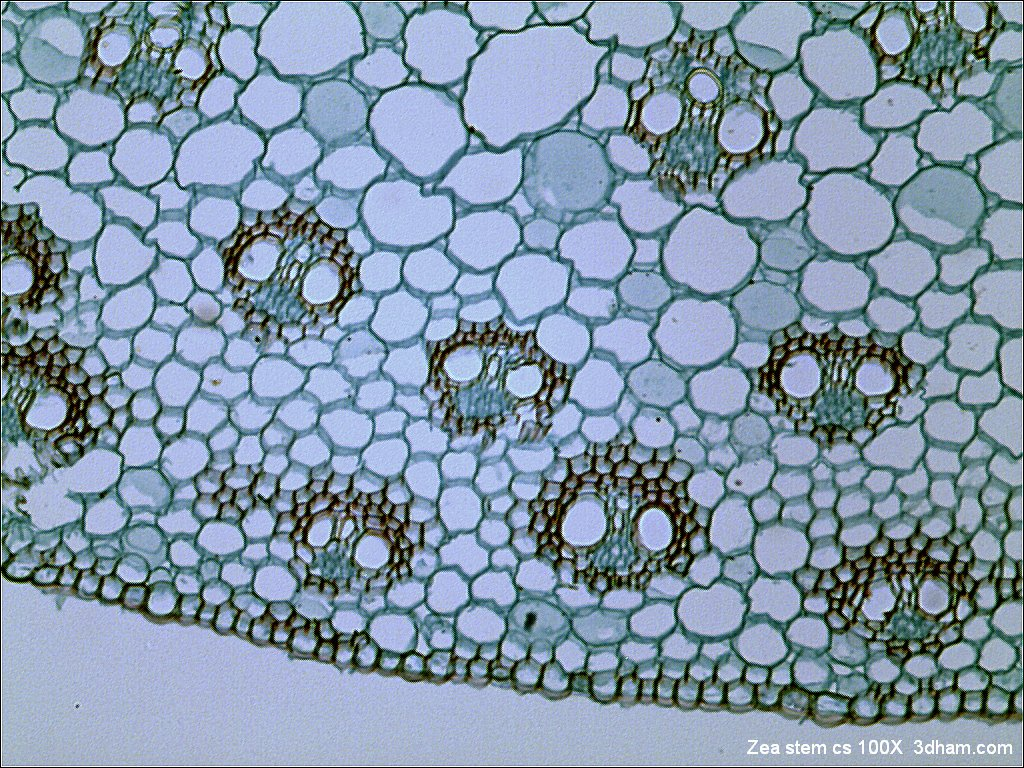
یک نمونه میکروگراف میدان روشن. این تصویر مقطعی از بافت آوندی را در ساقه گیاه نشان می‌دهد.

میکروسکوپ زمینه روشن (Bright-field microscopy) ساده‌ترین مدل از تکنیک‌های روشن سازی با میکروسکوپ نوری است. روشنایی نمونه نور سفید را می‌فرستد (یعنی از پایین روشن می‌شود و از بالا مشاهده می‌شود) و کنتراست در نمونه به دلیل تضعیف نور عبوری در مناطق متراکم نمونه ایجاد می‌شود. میکروسکوپ زمینه روشن ساده‌ترین روش از طیف وسیعی از تکنیک‌های مورد استفاده برای روشنایی نمونه‌ها در میکروسکوپ‌های نوری است و سادگی آن آن را به یک تکنیک محبوب تبدیل می‌کند. ظاهر معمولی یک تصویر میکروسکوپی میدان روشن، نمونه ای تیره بر روی پس زمینه روشن است، از این رو به این نام می‌گویند.

## مسیر نور
مسیر نور یک میکروسکوپ زمینه روشن بسیار ساده است، هیچ جزء اضافی فراتر از تنظیمات معمولی میکروسکوپ نوری مورد نیاز نیست؛ بنابراین مسیر نور شامل موارد زیر است:
- منبع نور transillumination، معمولاً یک لامپ هالوژن در پایه میکروسکوپ.
- یک لنز خازنی که نور را از منبع نور بر روی نمونه متمرکز می‌کند.
- یک عدسی اپتیک که نور را از نمونه جمع‌آوری کرده و تصویر را بزرگ‌نمایی می‌کند.
- چشمی و/یا دوربین برای مشاهده نمونه تصویر.

میکروسکوپ زمینه روشن ممکن است از نور نلسونیان یا کوهلر برای روشن کردن نمونه استفاده کند.

## نحوه عملکرد
در میکروسکوپ زمینه روشن، یک نمونه روی صفحه میکروسکوپ قرار می‌گیرد و نور رشته‌ای از منبع نور میکروسکوپ به سمت عدسی در زیر نمونه هدف قرار می‌گیرد. این عدسی را کندانسور می‌نامند.
کندانسور معمولاً حاوی یک دیافراگم برای کنترل و تمرکز نور بر روی نمونه است. نور از نمونه عبور می‌کند و سپس توسط یک عدسی اپتیکال که در برجک بالای صفحه قرار دارد جمع‌آوری می‌شود.
عدسی اپتیکال نور را بزرگ می‌کند و آن را به عدسی چشمی یا چشمی و سپس به چشم کاربر منتقل می‌کند. مقداری از نور توسط لکه‌ها، رنگدانه‌ها یا نواحی متراکم نمونه جذب می‌شود و این کنتراست به شما امکان می‌دهد نمونه را ببینید.
برای نتایج خوب با این تکنیک میکروسکوپی، میکروسکوپ باید منبع نوری داشته باشد که بتواند روشنایی شدید لازم را در بزرگنمایی‌های زیاد و سطوح نور پایین‌تر را برای بزرگنمایی‌های کمتر فراهم کند.

## استفاده از میکروسکوپ زمینه روشن

#### ۱. نمونه را روی صفحه نصب کنید
مطمئن شوید که از نوع صحیح روکش استفاده می‌کنید. لنزهای شیئی با بزرگنمایی بالا نمی‌توانند از طریق یک لام شیشه ای ضخیم فوکوس کنند. آنها باید به نمونه نزدیک شوند، به همین دلیل است که روکش‌های پوششی بسیار نازک هستند. این صفحه ممکن است به گیره‌های ساده (در میکروسکوپ‌های ارزان‌تر)، یا با نوعی نگهدارنده لام مجهز باشد. لام ممکن است نیاز به موقعیت‌یابی دستی داشته باشد، یا ممکن است یک مرحله مکانیکی وجود داشته باشد که امکان موقعیت‌یابی دقیق را بدون دست زدن به اسلاید فراهم می‌کند.

#### ۲. نور را بهینه کنید
یک منبع نور باید محدوده دینامیکی وسیعی داشته باشد تا روشنایی با شدت بالا در بزرگنمایی‌های بالا و شدت‌های پایین‌تر را ارائه دهد تا کاربر بتواند به راحتی در بزرگ‌نمایی‌های کم مشاهده کند. میکروسکوپ‌های بهتر دارای یک روشن‌کننده داخلی هستند و بهترین میکروسکوپ‌ها کنترل‌هایی بر شدت نور و شکل پرتو نور دارند. اگر میکروسکوپ شما به منبع نور خارجی نیاز دارد، مطمئن شوید که نور به سمت وسط کندانسور می‌تابد. نور را طوری تنظیم کنید که میدان روشن شود بدون اینکه به چشم آسیبی وارد کند.

#### کندانسور را تنظیم کنید
در بیشتر موارد کندانسور قبلاً در موقعیت بهینه خود تنظیم می‌شود. با این حال، مواقعی وجود دارد که می‌خواهید این تنظیم را بررسی کنید. برای تنظیم و تراز کردن میکروسکوپ، با خواندن دفترچه راهنما شروع کنید. اگر کتابچه راهنمای موجود نیست، سعی کنید از این دستورالعمل‌ها استفاده کنید. اگر کندانسور قابل فوکوس است، آن را با لنز تا جایی که می‌توانید نزدیک به دهانه استیج قرار دهید. اگر کندانسور دارای گزینه‌های قابل انتخاب است، آن را روی میدان روشن تنظیم کنید. با توقف دیافراگم شروع کنید (با کنتراست بالا). با حرکت دادن اهرم دیافراگم، باید نوری که از طریق نمونه بالا می‌آید، تغییر روشنایی می‌دهد.

#### نمونه را فوکوس کنید، مکان‌یابی کنید و در مرکز قرار دهید
با لنز اپتیک با کمترین بزرگنمایی شروع کنید، تا نمونه یا بخشی از نمونه را که می‌خواهید بررسی کنید، وارد کنید. یافتن و تمرکز روی نمونه‌هایی که ثابت و رنگ‌آمیزی شده‌اند، نسبتاً آسان است، مانند اکثر لام‌های آماده. با این حال یافتن نمونه‌های زنده و کوچکی که در اطراف حرکت می‌کنند، بسیار دشوار است.
از حالت میدان تاریک (در صورت وجود) برای یافتن نمونه‌های رنگ نشده استفاده کنید. اگر نه، با کنتراست بالا شروع کنید (دیافراگم دیافراگم بسته‌است). با نمونه خارج از تمرکز شروع کنید تا مرحله و هدف باید به هم نزدیکتر شوند. اولین سطحی که با کنار هم قرار دادن صحنه و هدف مورد توجه قرار می‌گیرد، بالای روکش پوشش است.
اگر مشکل دارید، روی لبه روکش پوشش یا حباب هوا یا چیزی که بتوانید به راحتی تشخیص دهید تمرکز کنید. روی لبه بالایی روکش پوشش ابتدا تمرکز می‌کند، سپس قسمت پایین، که باید در همان صفحه نمونه شما باشد.
هنگامی که نمونه را پیدا کردید، کنتراست و شدت نور را تنظیم کنید، و اسلاید را به اطراف حرکت دهید تا جایی که فضای خوبی برای مشاهده داشته باشید.

#### فاصله و فوکوس چشمی را تنظیم کنید
با یک میکروسکوپ دوچشمی باید فاصله چشمی را درست مثل یک دوربین شکاری تنظیم کنید. یک یا هر دو چشمی ممکن است یک چشمی تلسکوپی باشد، یعنی می‌توانید آن را فوکوس کنید. از آنجایی که تعداد بسیار کمی از مردم دارای چشم‌هایی هستند که کاملاً مطابقت دارند، بسیاری از ما باید یک چشمی را برای مطابقت با تصویر دیگر متمرکز کنیم. با چشم مناسب به چشمی ثابت نگاه کنید و با دستگیره فوکوس میکروسکوپ، فوکوس کنید. بعد، به چشمی قابل تنظیم نگاه کنید (البته با چشم دیگر)، و چشمی را تنظیم کنید، نه میکروسکوپ را.

#### یک لنز اپتیک را برای مشاهده انتخاب کنید
پرکاربردترین لنز شیئی لنز 10x است که با لنز چشمی 10x بزرگنمایی نهایی 100x را ارائه می‌دهد. برای اجسام بسیار کوچک و برای جزئیات در اسلایدهای آماده شده به بزرگنمایی بالاتری نیاز دارید. لنزهای معمولی با بزرگنمایی بالا 40x و 100x هستند. 100x منحصراً با روغن به منظور بهبود وضوح استفاده می‌شود.
با بزرگنمایی پله‌ها به سمت بالا حرکت کنید. هر بار که به یک هدف با بزرگنمایی بالاتر رفتید، نمونه را مجدداً فوکوس کرده و در مرکز قرار دهید. عدسی‌های بزرگ‌نمایی بالاتر باید از نظر فیزیکی به خود نمونه نزدیک‌تر باشند، که این خطر گیرکردن شیئی را در نمونه ایجاد می‌کند. هنگام تمرکز بسیار محتاط باشید. مجموعه لنزهای با کیفیت خوب parfocal هستند، یعنی وقتی بزرگنمایی را تغییر می‌دهید، نمونه در فوکوس یا نزدیک به فوکوس باقی می‌ماند.
بزرگتر همیشه بهتر نیست. همه نمونه‌ها دارای سه بعد هستند و مگر اینکه یک نمونه بسیار نازک باشد، نمی‌توانید با یک هدف بزرگنمایی بالا فوکوس کنید. هر چه بزرگنمایی بیشتر باشد، «تعقیب» یک نمونه متحرک سخت‌تر است.

## کارایی
میکروسکوپ میدان روشن معمولاً کنتراست پایینی با بیشتر نمونه‌های بیولوژیکی دارد، زیرا مقدار کمی نور را جذب می‌کنند. رنگ آمیزی اغلب برای افزایش کنتراست مورد نیاز است، که از استفاده بر روی سلول‌های زنده در بسیاری از موقعیت‌ها جلوگیری می‌کند. روشنایی میکروسکوپ زمینه روشن برای نمونه‌هایی که دارای رنگ ذاتی هستند، به عنوان مثال کلروپلاست در سلول‌های گیاهی مفید است.

مقایسه تکنیک‌های ترانس روشنایی مورد استفاده برای ایجاد کنتراست در نمونه‌ای از دستمال کاغذی (۱٫۵۵۹ میکرومتر/پیکسل)
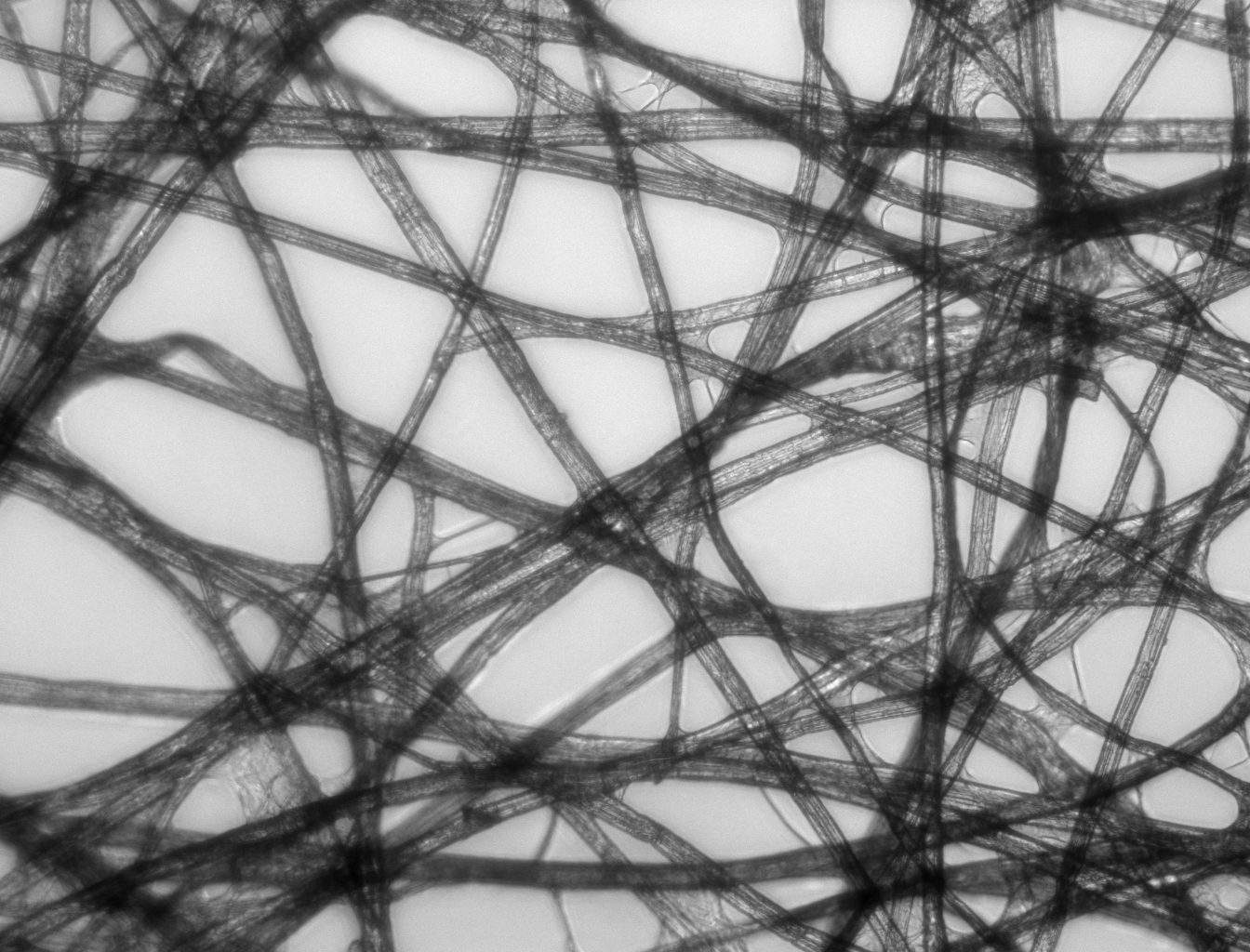
نورپردازی زمینه روشن، کنتراست نمونه از جذب نور در نمونه حاصل می‌شود.
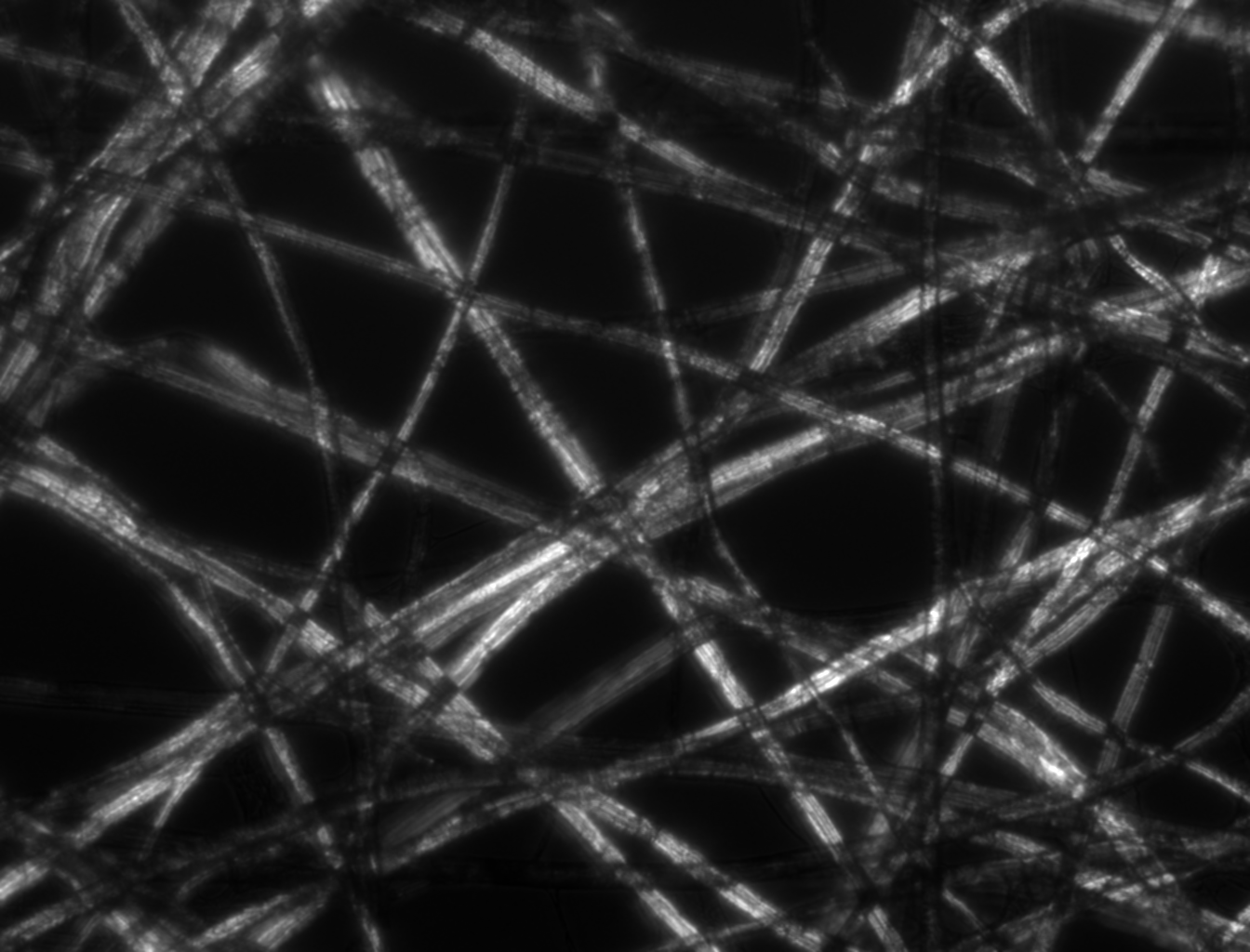
نورپردازی  پلاریزه ، کنتراست نمونه از چرخش نور پلاریزه از طریق نمونه حاصل می‌شود
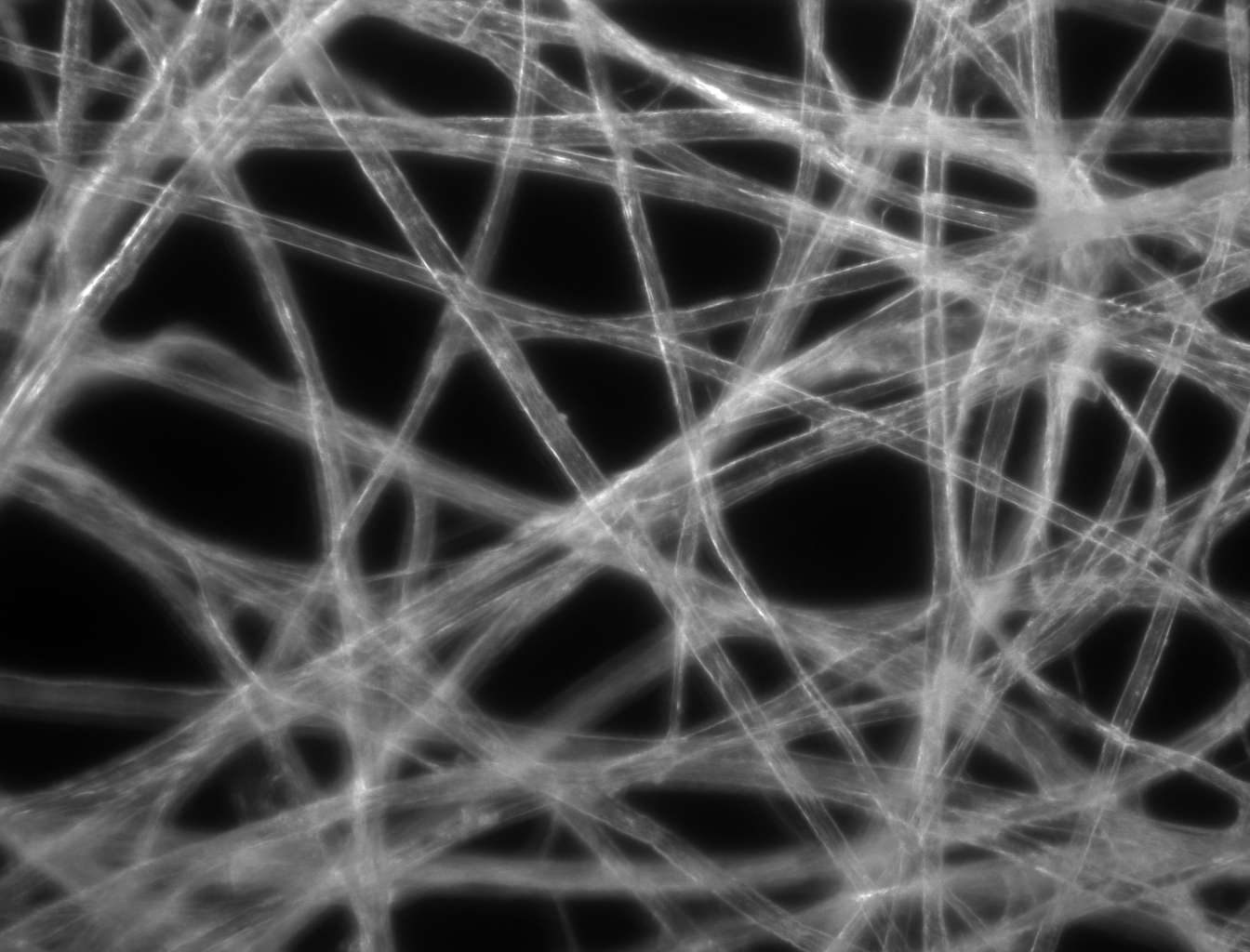
نورپردازی زمینه تاریک ، کنتراست نمونه از نور پراکنده شده توسط نمونه حاصل می‌شود
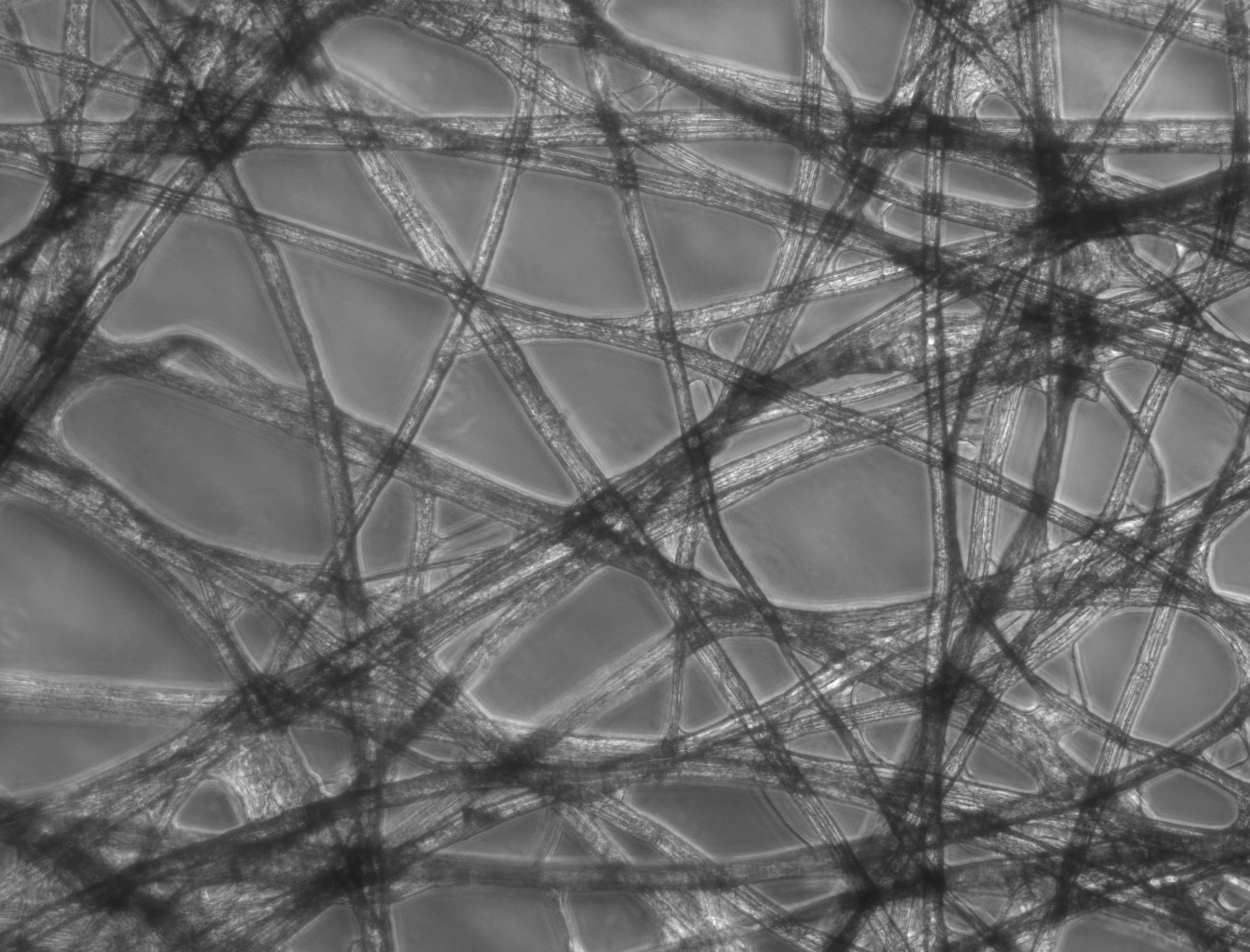
نورپردازی تمایز فازی ، کنتراست نمونه از تداخل طول مسیرهای مختلف نور در نمونه حاصل می‌شود

میکروسکوپ زمینه روشن یک تکنیک استاندارد میکروسکوپ نوری است و بنابراین بزرگنمایی با قدرت تفکیک ممکن با طول موج نور مرئی محدود می‌شود.

### مزایا
- سادگی راه اندازی، با تنها تجهیزات اولیه مورد نیاز.
- سلول‌های زنده را می‌توان با میکروسکوپ‌های زمینه روشن دید.

### محدودیت‌ها
- کنتراست بسیار کم اکثر نمونه‌های بیولوژیکی.
- حد ایده‌آل بزرگنمایی با میکروسکوپ نوری حدود 1300X است. اگرچه بزرگنمایی‌های بالاتر امکان‌پذیر است، اما با افزایش بزرگنمایی، حفظ وضوح تصویر به‌طور فزاینده ای دشوار می‌شود.[۱]
- وضوح اپتیکال ظاهری پایین به دلیل تاری مواد خارج از فوکوس.
- نمونه‌هایی که به‌طور طبیعی بی‌رنگ و شفاف هستند به خوبی دیده نمی‌شوند، مانند بسیاری از انواع سلول‌های پستانداران. این نمونه‌ها اغلب باید قبل از مشاهده رنگ آمیزی شوند. نمونه‌هایی که رنگ خاص خود را دارند، بدون آماده‌سازی، به عنوان مثال مشاهده جریان سیتوپلاسمی در سلول‌های چارا، قابل مشاهده هستند.

### بهبود دهی
- کاهش یا افزایش مقدار منبع نور توسط دیافراگم عنبیه.
- استفاده از یک لنز شیئی غوطه ور در روغن و یک روغن غوطه وری مخصوص که روی یک پوشش شیشه ای روی نمونه قرار داده شده‌است. روغن غوطه وری همان شکست شیشه را دارد و وضوح نمونه مشاهده شده را بهبود می‌بخشد.
- استفاده از روش‌های رنگ‌آمیزی نمونه برای استفاده در میکروبیولوژی، مانند لکه‌های ساده (متیلن بلو، سافرانین، کریستال ویولت) و لکه‌های افتراقی (لکه‌های منفی، لکه‌های تاژک‌دار، لکه‌های اندوسپور).
- استفاده از فیلتر رنگی (معمولاً آبی) یا پلاریزه کننده روی منبع نور برای برجسته کردن ویژگی‌هایی که در زیر نور سفید قابل مشاهده نیستند. استفاده از فیلترها به ویژه در مورد نمونه‌های معدنی مفید است.

### یادداشت
1. ↑  "Microscopy: Types of Microscopy" (PDF). Hillsborough Community College. Archived from the original (PDF) on 20 April 2017. Retrieved 19 April 2017.